# Judith Joy Davies
Judith Joy Davies (anglès: Judy-Joy Davies)  (Melbourne, 5 de juny de 1928 - Melbourne, 27 de març de 2016), també coneguda com a Judy-Joy Davies, fou una nedadora australiana que va competir durant les dècades de 1940 i 1950. Posteriorment fou una destacada periodista esportiva.
El 1948 va prendre part en els Jocs Olímpics de Londres, on guanyà la medalla de bronze en la prova dels 100 metres esquena del programa de natació. Quatre anys més tard, als Jocs de Melbourne, quedà eliminada en semifinals dels 400 metres lliures. En el seu palmarès també destaquen tres medalles d'or als Jocs de la Commonwealth de 1950. A nivell nacional va guanyar 17 campionats australians en natació.
Un cop retirada de la competició fou la primera dona en exercir de periodista esportiva als diaris de Melbourne The Argus i The Sun-News Pictorial, cobrint, entre d'altres, els Jocs de la Commonwealth de 1954 i els Jocs Olímpics d'Estiu de 1956.
El 2011 fou inclosa al Sport Australia Hall of Fame.